# Andre Dawson
Andre Nolan Dawson (nascido em 10 de julho de 1954), apelidado de "The Hawk" e "Awesome Dawson", é um ex-jogador profissional de beisebol. Durante seus 21 anos de carreira, Dawson jogou por quatro times como campista central e campista direito, passando a maior parte de sua carreira no Montreal Expos (1976–1986) e Chicago Cubs (1987–1992).
Foi convocado 8 vezes para o All-Star Game, pela National League (NL), e foi honrado como novato do ano em 1977 após conseguir média de rebatidas de 28,2% com 19 home runs e 65 RBIs. Venceu o prêmio de MVP em 1987 após liderar a liga com 49 home runs e 137 RBIs; foi vice-campeão em ambas categorias em 1981 e 1983. Conseguiu média de rebatidas acima de 30% em cinco ocasiões, impulsionou 100 ou mais corridas por quatro vezes e teve 13 temporadas com 20 ou mais home runs. Um corredor muito forte no começo de sua carreira,  roubos 30 ou mais bases em três temporadas diferentes. É um dos oito jogadores da MLB com ao menos 300 home runs e 300 bases roubadas durante a carreira.
Dawson jogava como campista central até ter problemas nos joelhos – piorado pelo gramado artificial do Estádio Olímpico de Montreal – e foi forçado a se mudar para o campo direito. Em seguida se mudou para um time que jogava em grama comum. Liderou a NL em putouts em três anos consecutivos (1981–1983) e venceu oito Gold Glove Award. No momento de sua aposentadoria, seus totail na National League de 409 home runs e 962   rebatidas extrabases o colocavam em décimo na história da liga; também estava em sétimo na história da NL em jogos como campista externo (2303) e sexto tanto em putouts (5116) como em chances totais (5366). Estabeleceu diversos recordes da franquia do Expos: jogos,  vezes ao bastão, corridas anotadas, rebatidas, duplas, triplas,  home runs, RBIs, rebatidas extrabases, bases totais e roubo de bases. Alguns destes recordes foram quebrados posteriormente por jogadores como Tim Raines, Tim Wallach e Vladimir Guerrero. Dawson entrou para Baseball Hall of Fame em 25 de julho de 2010.

## Hall of Fame
Dawson foi selecionado para o Baseball Hall of Fame em 2010, em seu nono ano de elegibilidade, subindo de um total de votos inicial de 45,3% em 2002 para 77,9% em 2010.
A placa de Dawson no Hall of Fame o retrata com um boné do Montreal Expos.